# Organicism

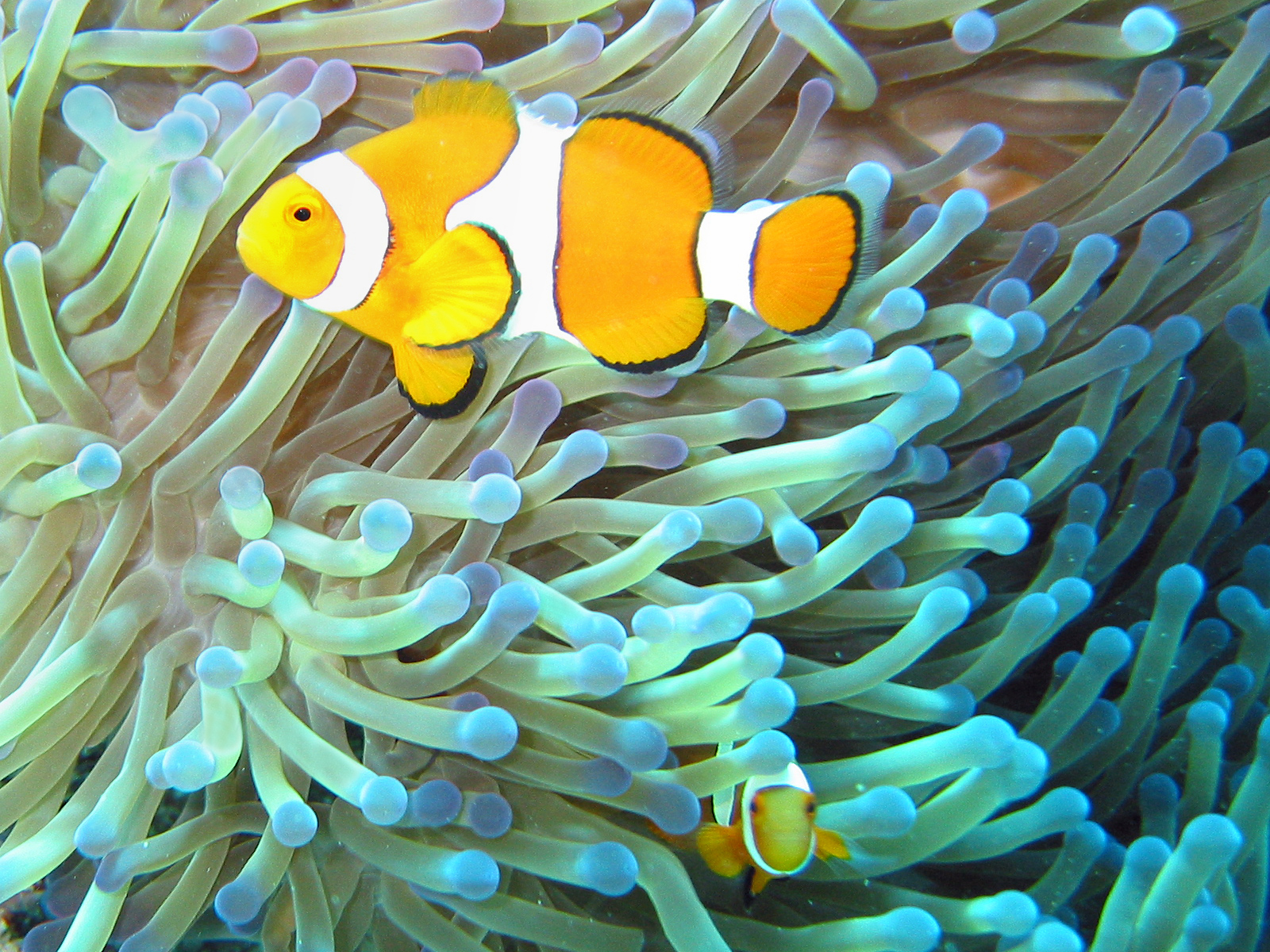
Un exemplu de organicism dintr-un biom deosebit, o simbioză mutuală între peștele claun și anemona tropicală într-un recif de corali.

Organicismul este un curent și o perspectivă filosofică care identifică universul și toate părțile sale ca întregi organici și - fie prin analogie sau literal - ca și organisme vii.  Poate fi considerat a fi similar cu holismul.
Organicismul are o tradiție importantă în istoria filosofiei naturale, unde a rămas ca un curent vital alături de reducționism și mecanicism, abordările filozofice care au dominat știința încă din secolul al XVII-lea.
Platon este printre primii filozofi care au privit universul ca ființă vie inteligentă (vezi dialogul platonician al lui Timaeus). Organicismul a înflorit o bună perioadă în epoca romantismului german, timp în care noua știință a biologiei a fost definită pentru prima dată de Jean-Baptiste Lamarck. În cadrul științelor biologice moderne, organicismul este abordarea care subliniază organizarea (în special proprietățile de auto-organizare), mai degrabă decât compoziția în sine a organismelor.
John Scott Haldane a fost primul biolog care a folosit pentru prima dată termenul, în 1917, pentru a descrie concepțiile sale filosofice, după care a fost urmat de alți biologi ai secolului al XX-lea.

## În filozofie
Organicismul ca doctrină refuză atât mecanicismul cât și reducționismul, doctrine care pretind că cele mai mici părți ale unui întreg explică comportamentul sistemelor mai complexe decât ale acelora din care acele părți fac parte. De asemenea, organicismul refuză vitalismul, doctrina științifică și filozofică care recunoaște că există o forță vitală diferită diferită de forțele fizice care sunt responsabile de existența tuturor ființelor vii.

## Alte articole
- Comunitate holistică
- Filozofia procesului
- Funcționalism structural
- Ortogeneză
- Structuralism (biologie)
- Teoria organicismului
- Unitate organică